# (Reach Up for The) Sunrise
Pour les articles homonymes, voir Sunrise.
Singles de Duran Duran
Someone Else Not Me
(2000) What Happens Tomorrow
(2005)
(Reach Up For The) Sunrise est une chanson du groupe anglais Duran Duran, sortie en single en 2004. C'est le premier extrait de Astronaut, 11e album studio du groupe, également sorti en 2004. C'est le premier single du groupe sorti par le label Epic, après l'arrêt de leur contrat avec Hollywood Records, après l'album Pop Trash. Ce single marque le retour des cinq membres originaux du groupe depuis le début des années 1980 et l'album Seven and the Ragged Tiger.

## Historique
Cette chanson marque le retour à la formation d'origine du groupe, avec les retours du batteur Roger Taylor et du guitariste Andy Taylor. Ils n'avaient plus sorti de single dans cette configuration depuis A View to a Kill en 1985.

## Clip
Le clip est réalisé par les frères Michael et Mark Polish. On y voit la journée des cinq membres de Duran Duran, qui évoluent chacun de leur côté. Chaque storyline est illustrée à l'écran par un format vidéo différent (noir et blanc, image avec du « grain », etc.).

## Reprises et utilisation dans d'autres médias
À la fin de l'épisode Course contre la montre de la saison 2 de la série télévisée américaine Las Vegas, le groupe interprète le titre dans le casino du Montecito.
En 2005, un remix est utilisé au début de l'émission matinale australienne Sunrise sur Seven Network.
La version Jason Nevins Club Mix apparait dans le jeu d'arcade Dance Dance Revolution SuperNova 2 en 2007.

## Liste des titres
| 1. (Reach Up for The) Sunrise - 3:24 - 2. (Reach Up for The) Sunrise (Alex G Cosmic Mix) - 5:44 1. (Reach Up for The) Sunrise - 3:24 2. (Reach Up for The) Sunrise (Jason Nevins Radio Mix) - 4:15 3. (Reach Up for The) Sunrise (Ferry Corsten Dub Mix) - 7:25 4. Know It All - 2:30 5. (Reach Up for The) Sunrise [clip] - 3:24 1. (Reach Up for The) Sunrise - 3:24 2. (Reach Up for The) Sunrise (Alex G Cosmic Mix) - 5:44 3. (Reach Up for The) Sunrise (Ferry Corsten Dub Mix) - 7:25 4. (Reach Up for The) Sunrise (Peter Presta NY Tribal Mix) - 5:55 5. Know It All - 2:30 1. (Reach Up for The) Sunrise - 3:24 2. Know It All - 2:30 | 1. (Reach Up for The) Sunrise - 3:24 2. (Reach Up for The) Sunrise (Peter Presta NY Tribal Mix) - 5:55 1. (Reach Up for The) Sunrise - 3:24 N.B. : uniquement avec les préventes de l'album Astronaut 1. (Reach Up for The) Sunrise (Ferry Corsten Dub Mix) - 7:25 2. (Reach Up for The) Sunrise (Peter Presta Apple Jaxx Mix) - 6:15 3. (Reach Up for The) Sunrise (Peter Presta NY Tribal Mix) - 5:55 4. (Reach Up for The) Sunrise (Alex G Cosmic Mix) - 5:44 5. (Reach Up for The) Sunrise (Jason Nevins Radio Mix) - 4:15 6. (Reach Up for The) Sunrise (Jason Nevins Club Mix) - 7:10 7. Know It All - 2:30 1. (Reach Up for The) Sunrise (Jason Nevins Club Mix) 2. (Reach Up for The) Sunrise (Ferry Corsten Dub Mix) 3. (Reach Up for The) Sunrise (Peter Presta Apple Jaxx Mix) 4. (Reach Up for The) Sunrise (Peter Presta NY Tribal Mix) |

## Classements
| Pays et classement (2004)                   | Meilleure position |
| ------------------------------------------- | ------------------ |
| Australie (ARIA)                            | 22                 |
| Autriche                                    | 50                 |
| Belgique (Wallonie)                         | 42                 |
| Danemark                                    | 6                  |
| Allemagne                                   | 39                 |
| Argentine                                   | 2                  |
| Irlande                                     | 32                 |
| Italie                                      | 2                  |
| Pays-Bas                                    | 25                 |
| Nouvelle-Zélande                            | 37                 |
| Espagne                                     | 4                  |
| Suisse                                      | 61                 |
| Royaume-Uni UK Singles Chart)               | 5                  |
| États-Unis (Billboard Hot 100)              | 89                 |
| États-Unis (Billboard Hot Dance Club Songs) | 1                  |

| Pays et classement (2004) | Position |
| ------------------------- | -------- |
| Italie                    | 21       |

## Crédits
Duran Duran
- Nick Rhodes : claviers
- Simon Le Bon : chant principal
- John Taylor : guitare basse
- Roger Taylor : batterie
- Andy Taylor : guitare

Autres
- Sally Boyden : chœurs
- Nile Rodgers : producteur des voix
- Jason Nevins : producteur additionnel, programmation, ingénieur du son, mixage